# Painting with John (Album)
Painting with John (auch Music from the Series Painting with John) ist ein Soundtrackalbum von John Lurie. Die 2021 in den Reservoir Studios und 2022 im EastSide Sound Studio, beide in New York City, entstandenen Aufnahmen erschienen am 15. März 2024 auf dem Label Royal Potato Family.

## Hintergrund
Von 2021 bis 2023 lief die HBO-Fernsehserie Painting with John, die den Zuschauern einmal pro Woche einen Einblick in die Welt von John Lurie bot, notierte Mike Jurkovic. Gleichermaßen sollte es auf  Painting with John, genau wie in seiner Fernsehserie Fishing with John aus den 1990er-Jahren, weder um Malen noch um Angeln gehen. In der Show ging es mehr um die unverwechselbare Weltanschauung des Künstlers, und wenn sie den Titel Weltanschauung with John [sic] tragen würde, hätte sie höchstwahrscheinlich nie grünes Licht für die Produktion bekommen.
Painting With John, das 2023 nach nur drei Staffeln endete, war eine etwas hermetischere Show als ihre Vorgängerin, wenn auch nicht weniger großzügig oder genial, meinte Julianne Escobedo Shepherd. Der Reiz lag vor allem in seinem flüssigen, oft überraschenden Soundtrack und in der Darstellung der Art und Weise, wie sich Luries Leben in den letzten Jahren verändert hat. Bei Lurie wurde Lyme-Borreliose und dann Krebs diagnostiziert und er zog sich zur Genesung auf eine (unbekannte) Insel in der Karibik zurück. Eine Zeitlang war er nicht in der Lage, Musik zu machen. Der inzwischen 72-Jährige scheint diese Veröffentlichung als Schlusspunkt zu betrachten: In Pressematerialien sagte er, dass die Musik von Painting with John „vielleicht das Letzte ist, was ich mache.“
In der Fernseh-Serie Painting with John gebe es eine künstlerisch angehauchte Selbstgefälligkeit, aber auch eine nachdenkliche Qualität und einen selbstzerstörerischen Humor, der diese Selbstverliebtheit im Zaum halten wolle, meinte Glen Weldon (National Public Radio). Als eine Art Fortsetzung seiner Kultserie Fishing with John aus den frühen 1990er-Jahren, in der der unerfahrene Fischer Lurie Freunde wie Tom Waits, Willem Dafoe und Dennis Hopper auf ein Boot lockte, um an verschiedenen exotischen Orten zu angeln, sei Painting with John eher gedämpft, weniger stilisiert. Vorbei sei die Vorliebe der ersten Serie für das Surreale – und ihr quälendes Bedürfnis nach Gaststars. Bei Painting with John gehe es nur um Lurie – seine lebendige Kunst, seine einzigartigen Erinnerungen, sein neues Leben zwischen Palmen und Laubfröschen und letztendlich seine Krankheit. Die Serie werde zum Versuch eines gesundheitlich angeschlagenen Mannes, über ein Medium, das er performativ verachtet (Fernsehen), Kontakt aufzunehmen und das Evangelium eines Mediums zu predigen, das er aufrichtig liebt (Malerei). Diese Aufrichtigkeit und die Bilder, die sie prägt, wirkten zusammen wie etwas Freigegebenes, ein Angebot genau der Art ruhiger Reflexion, nach der unser turbulenter kultureller Moment schreit.
Wer mit Lurie vertraut ist, weiß, dass er ein Schauspieler war, der Rollen in Jim Jarmuschs Filmen Stranger Than Paradise (1984) und Down by Law (1986), Martin Scorseses The Last Temptation of Christ (1988) und der Fernsehserie Oz – Hölle hinter Gittern hatte. Gleichzeitig war Lurie vor allen oben genannten Rollen aber Musiker, Komponist und Bandleader. Zum ersten Mal tauchte er mit seiner Band The Lounge Lizards auf, die 1981 ihr gleichnamiges Album bei Editions EG veröffentlichte. Die Musik war wie viele der DIY-Downtown-Sounds der 1980er Jahre konzipiert und sardonisch sowie satirisch. Lurie entwickelte sich zu einem ernsthaften Komponisten und talentierten Interpreten, ebenso wie andere Mitglieder seiner Band, darunter sein Bruder Evan Lurie, Marc Ribot, Curtis Fowlkes, Roy Nathanson, Steven Bernstein und Arto Lindsay, so Jurkovic.
Der Soundtrack zu seiner Malerei- bzw. „Nicht-Malerei“-Show Painting with John basiert auf all diesen früheren musikalischen Auftritten. Das Soundtrack-Album Painting with John erscheint als Doppel-LP oder digitaler Download und besteht aus 56 Titeln, von denen 14 aus Luries früheren Veröffentlichungen auf seinem Label Strange & Beautiful Music sowie dem Titeltrack von The Invention of Animals (Amulet, 2014) stammen. Der Rest der Musik wurde für die HBO-Serie komponiert und aufgeführt, mit Lurie am Banjo, der Gitarre, der Mundharmonika und dem Gesang sowie einer Besetzung ehemaliger Bandkollegen und Kameraden, zu denen unter anderem Steven Bernstein, Michael Blake, Curtis Fowlkes, Tony Scherr, Kenny Wollesen und Evan Lurie gehören.
Lurie hat sein Altsaxophon gegen Banjo und Gitarre eingetauscht und seine Melodien in eine tiefere Lage verlagert. Das Album enthält eine Handvoll Titel aus früheren Projekten, die in der TV-Show vorgestellt wurden – die melancholische Klarinettenmelodie „Goodbye to Peach“ und einige andere aus den Filmmusiken African Swim und Manny & Lo von 1998; und „Small Car“ aus dem Album des „legendären“ Marvin Pontiac aus dem Jahr 1999, einem fiktiven Blues-Außenseiter, den Lurie erfunden hat.

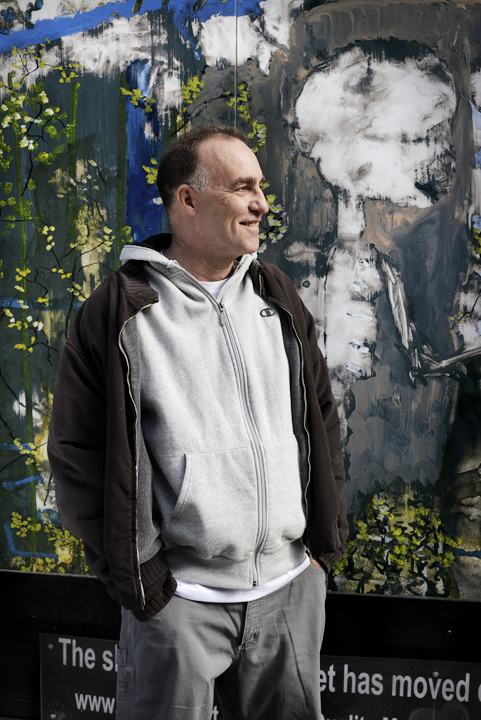
John Lurie um 2014. Foto: Ray Henders

## Titelliste
- John Lurie: Painting with John (Royal Potato Family)[5]

A1 John Lurie – Painting with John: New Opening 0:46

A2 John Lurie – African Swim: Main Titles 3:12

A3 John Lurie – Al Al Al Al 3:04

A4 John Lurie – Goodbye to Peach 2:54

A5 John Lurie – Floating Clarinet 1:16

A6 Marvin Pontiac – Temple of Banjos 3:06

A7 Marvin Pontiac – My Little Garden Gnome 2:03

A8 John Lurie – Flutter 2:08

A9 John Lurie – Driving into Country 1:40

B1 John Lurie – Ali Hum 1:20

B2 Marvin Pontiac – Small Car 5:48

B3 John Lurie – Pygmy with Dog Barks 1:40

B4 John Lurie – Wah Wah 2:03

B5 Marvin Pontiac – I Hope She Is Okay 1:59

B6 Marvin Pontiac – I Don’t Like to Stand on Line 1:24

B7 John Lurie – Banjo to the Fuzzy 0:46

B8 John Lurie – Bird Rules the Herd 1:42

B9 John Lurie – Old Man Dancing 1:12

B10 John Lurie – Banjo Delightful One 0:43

B11 John Lurie – Unky G 0:56

B12 John Lurie – Cowboy Beckett Ocarina 0:26

B13 John Lurie – Boomba 0:29

B14 John Lurie – Dervish Banjo 0:25

B15 Marvin Pontiac – Unbelievable 0:56

C1 John Lurie – Hum Ba 1:11

C2 John Lurie – Hog Head Blue 1:37

C3 John Lurie – Banjo Delightful 3 0:33

C4 John Lurie – Floating Nesrin 2:07

C5 John Lurie – Habba Happatoo 0:50

C6 John Lurie – John & Calvin Wah Wah 0:49

C7 John Lurie – A Goat Says Fuck 1:27

C8 John Lurie – Hermits Unite 1:27

C9 John Lurie – Detective Erik Muspaterre 1:10

C10 John Lurie – John Gun Walk 0:38

C11 John Lurie – Sea Monster 3:20

C12 Marvin Pontiac – Beastliness 2:34

C13 John Lurie – These Are not the Dots That Connect It, Those Are the Other Dots. 0:59

C14 John Lurie – Lighter Dervish 0:52

C15 John Lurie – Helium Balloon 1:38

D1 John Lurie – The Emperor of Cameldom 1:40

D2 John Lurie – Nesrin’s Gun Walk 0:42

D3 John Lurie – Cowboy Beckett Jaunty Guitar with Hoo Hahs 0:19

D4 John Lurie – Disappearing Alligator 1:56

D5 John Lurie – Banjo Confusion 0:30

D6 John Lurie – Episode 5 with Clapping 1:34

D7 John Lurie – The Beast 2:54

D8 John Lurie – The Explosion 0:33

D9 John Lurie – The Snake that Protects Teeth 1:13

D10 John Lurie – Ride Like the Wind, You Idiots! 0:34

D11 John Lurie – The Night Hunters 1:34

D12 John Lurie – GB-14 2:13

D13 John Lurie – Once upon a Time, There Was Something Delightful 2:19

D14 Lounge Lizards – The First and Royal Queen 3:37
Die Kompositionen stammen von John Lurie, mit Ausnahme von „The Beast“ von John Lurie, Calvin Weston und Billy Martin. Die Musiktranskription und Vorbereitung erfolgte durch Doug Wieselman und Steven Bernstein.

## Weitere Besetzung

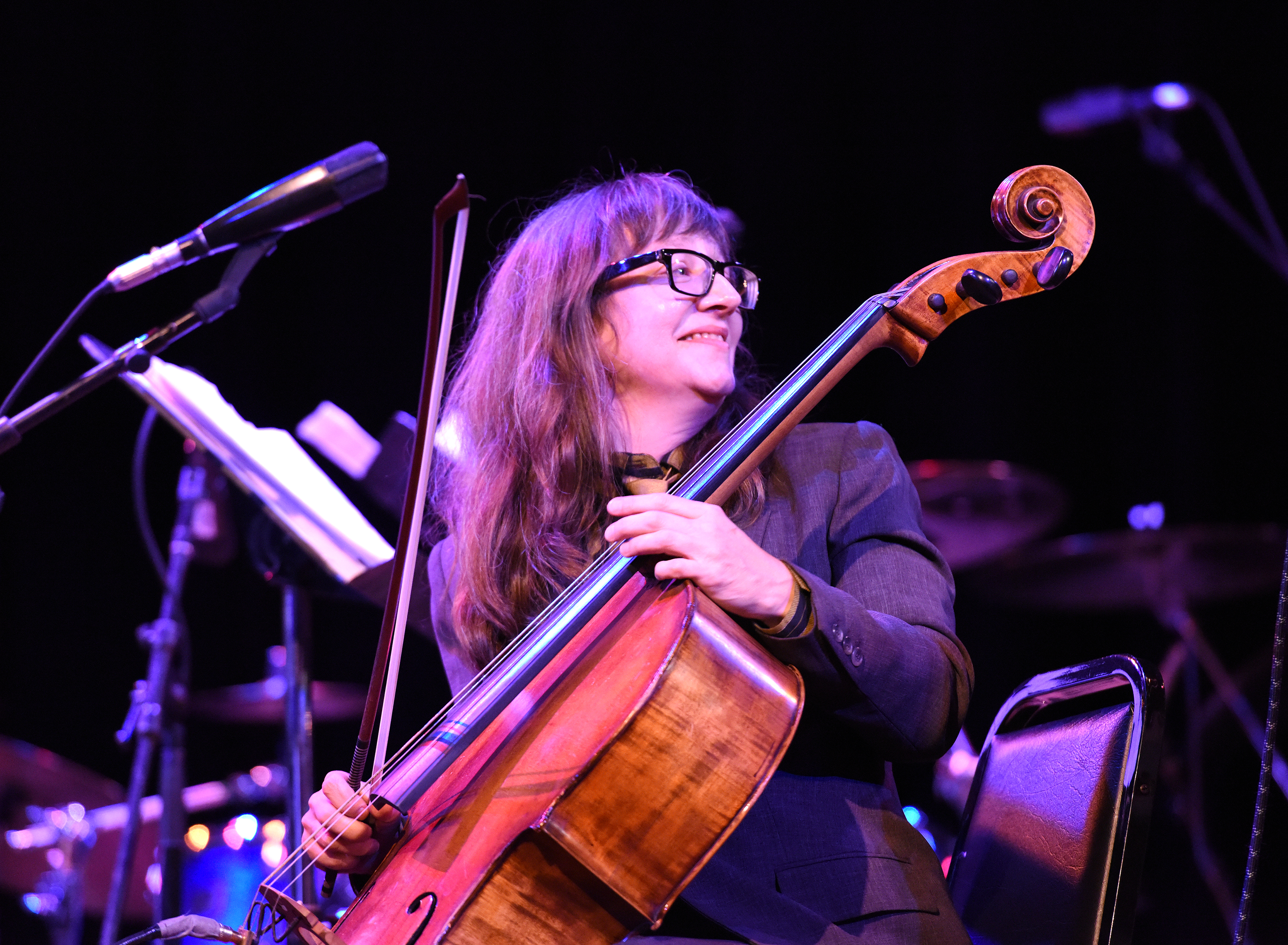
Jane Scarpantoni (2014 bei Strange & Beautiful: A Celebration of the Music of John Lurie; Town Hall, New York City)

- A2 (African Swim: Main Titles): Banjo, Harmonika, Sampler [Sampling Keyboard] – John Lurie; Bass – Tony Garnier; Fagott – Janet Grice; Cello – Mary Wooten; Klarinette [1. Klarinette] – Doug Wieselman; Klarinette [2. Klarinette] – Michael Blake; Schlagzeug – Calvin Weston; Gitarre – Marc Ribot; Perkussion – Mauro Refosco; Geige – Laura Seaton, Mary L. Rowell, Ron Lawrence
- A3 (Al Al Al Al): Bass – Tony Garnier: Cello – Mary Wooten; Schlagzeug – Calvin Weston; Gitarre – Marc Ribot; Keyboards – Brian Mitchell; Trompete – Steven Bernstein; Bratsche – Ron Lawrence; Geige – Laura Seaton, Mary L. Rowell
- A4 (Goodbye to Peach): Schlagzeug – Calvin Weston; Gitarre – Marc Ribot; Sopransaxophon – John Lurie; Talking Drum – Mauro Refosco
- A8 (Flutter): Schlagzeug – Calvin Weston; Perkussion – Billy Martin; Sopransaxophon – John Lurie
- A9 (Driving into Country): Bass – Chris Wood; Schlagzeug – Billy Martin; Gitarre – Matt Zimbelmann; Keyboards [Casio Keyboard] – John Medeski; Marimba – Bill Ware
- B2 (Small Car): Akustische Gitarre – Erik Sanko; Bass – Tony Garnier; Cello – Jane Scarpantoni; Schlagzeug – Calvin Weston; E-Piano – Evan Lurie; Gitarre – Jaime Scott; Marimba – Bill Ware; Perkussion – Mauro Refosco;  Shekere – Billy Martin; Tenorsaxophon – Michael Blake; Posaune – Art Baron
- D7 (The Beast): Schlagzeug – Calvin Weston; Perkussion – Billy Martin; Sopransaxophon – John Lurie
- D14 (The First and Royal Queen): Lounge Lizards –  Altsaxophon – John Lurie; Bass – Erik Sanko; Cello – Jane Scarpantoni; Schlagzeug – Calvin Weston: Perkussion – Ben Perowsky; Piano, Orgel – Evan Lurie; Slide Guitar – David Tronzo; Tenorsaxophon – Michael Blake; Trompete – Steven Bernstein

## Rezeption
Ohne John Lurie wäre die moderne Jazzszene nicht dort angekommen, wo sie heute ist, meint Dave Sumner in Daily Bandcamp. Bereits in den 1980er-Jahren habe sein Ensemble Lounge Lizards einen unverwechselbaren Sound geprägt, der auch chamäleonartig war. Ja, es sei zwar Jazz gewesen – aber irgendwie auch nicht und manchmal überhaupt nicht. Lurie sei  dorthin gegangen, wo die Musik ihn hinführte, und wenn das bedeutete, „ab und zu in den Hinterhof einer anderen Musik zu gehen, dann schlüpfte er durch die Zaunpfosten, um dorthin zu gelangen, wo er sein musste.“ Ein solcher Ansatz sei im Kontext der heutigen Szene [des Modern Creative] von Bedeutung, in der das Konzept des Jazz oft ein Mittel sei, um zu einem klanglichen Ziel zu gelangen, das noch nicht identifiziert sei. All dies würde auch für die neueste Aufnahme Luries gelten, die sich wie eine Art Zusammenfassung der Musik verhalte, die bis in seine frühen Tage zurückreicht und den Weg in die Gegenwart verfolgt.
Nach Ansicht von Mark Corroto, der das Album in All About Jazz rezensierte, schöpfe Lurie aus Southern Blues, afrikanischen Rhythmen und ausdrucksstarken Wortspielen. Bei den 56 Stücke auf de beiden LPs handle es sich größtenteils um exzentrische, vertonte Vignetten von Kurzgeschichten, die alle im Dienste der Fernsehsendung stehen. Dabei erhalte man einen Einblick in die Gedankenwelt John Luries, einen seltsamen und wunderschönen Ort. Um den Künstler zu zitieren: „Es ist wirklich unglaublich – wirklich unglaublich, die Schönheit und der Schrecken dieses Lebens.“
Es sei auf jeden Fall wunderschöne Musik, sowohl ein Rückblick [auf seine Karriere] als auch als ein Temperaturcheck seiner aktuellen künstlerischen Ausrichtung, urteilte Julianne Escobedo Shepherd (Pitchfork Media). Die wieder interpretierten Lieder würden Luries frühere musikalische Ideen – voller Launen und umgesetzter Impulse, „erster Gedanke/bester Gedanke“ in Bewegung – mit denen verbinden, die er jetzt kultiviere und die einfacher, süßer und lustiger sein können. Seine Vorliebe, all diese Lieder wörtlich zu benennen, sei ebenso entzückend wie die Lieder selbst, obwohl es Teil der Frage zu sein scheint, die sie aufwerfen, wie ein „Lied“ überhaupt definiert werden sollte; Letzteres ist 18 Sekunden lang, vielleicht ein Gag in Ennio Morricones langen Spaghetti-Sagas, aber genauso hypnotisch, wobei die gekürzte Aussage dennoch zum Ausdruck kommt. All diese skurrilen, manchmal absurden Lieder aus der sanft weltfremden HBO-Serie scheinen darauf ausgelegt zu sein, die schöne Verrücktheit im Herzen der menschlichen Erfahrung zu kanalisieren.
Dies sei eine schöne Auswahl an neuen und alten Klängen eines wiederentdeckten amerikanischen Visionärs, schrieb Hank Shteamer in Dark Forces Swing, der das Alben zu den besten Archiv-Veröffentlichungen des Jahres zählt.